# ناحیه کس، شهرستان فولتن، ایلینوی
ناحیه کس (به انگلیسی: Cass Township) یک منطقهٔ مسکونی در ایالات متحده آمریکا است که در شهرستان فولتن، ایلینوی واقع شده‌است. ناحیه کس ۱۹۲ متر بالاتر از سطح دریا واقع شده‌است.